# Bosnien och Hercegovinas herrlandslag i basket
Bosnien och Hercegovinas basketlandslag representerar Bosnien och Hercegovina i basketboll på herrsidan. Laget gick med i FIBA 1992 och har sedan dess deltagit i sju av tio EM-slutspel (1993-2011), utan att ha lyckats ta någon medalj. Bäst lyckades Bosnien i sitt allra första EM-slutspel, där de efter att ha besegrat Sverige i en direkt avgörande match i första gruppspelet med 89-69 gick vidare till andra gruppspelet. Och efter att sen ha besegrat Lettland med 102-97 var de klara för kvartsfinalspel där de mötte Kroatien och förlorade med 78-98. Efter att sen ha förlorat båda placeringsmatcherna kom Bosnien på en slutlig åttonde plats. I övrigt har Bosnien och Hercegovina två trettonde och tre femtonde platser från sina EM-slutspel. Bosnien och Hercegovina ligger på en 47:e plats på FIBA:s världsranking efter 2010 års världsmästerskap.

## Mästerskapsresultat

### Europamästerskap
- 1993: 8:e
- 1995: ej kvalificerade
- 1997: 15:e
- 1999: 15:e
- 2001: 13:e
- 2003: 15:e
- 2005: 13:e
- 2007: ej kvalificerade
- 2009: ej kvalificerade
- 2011: 17:e
- 2013: 13:e
- 2015: 21:a